# Eunius Mummolus
Eunius Mummolus was in de tweede helft van de zesde eeuw een succesvolle Frankische generaal, die de Longobarden versloeg. Hij droeg de titel van patricius

## Geschiedenis
Hij was een zoon van een Gallo-Romeinse landheer uit Auxerre. In 568 liet hij van zich spreken toen groepen Longobarden, die even daarvoor Italië waren binnengevallen de Alpen overstaken en in Zuidoost-Gallië de gebieden van de Frankische koning Gontram van Bourgondië aanvielen. Emmius Mummolus maakte een abrupt einde aan de zegetocht van de Longobarden door deze te verslaan. In 572 wist hij ook plunderende Saksen te verslaan.
In een andere grote aanval van de Longobarden in 574, toen deze wederom Zuid-Gallië binnenvielen, speelde hij ook een belangrijke rol. Opnieuw slaagde hij erin hen te verslaan en uit Gallië te verdrijven.
Vanaf 581 werd hij een tegenstander van de koning en opereerde vanuit zijn bastion in Avignon zeer onafhankelijk.